# Parmularia obliqua
Parmularia obliqua är en mossdjursart som först beskrevs av William MacGillivray 1869.  Parmularia obliqua ingår i släktet Parmularia och familjen Parmulariidae. Inga underarter finns listade i Catalogue of Life.